# 马克斯·默克尔
马克斯·默克尔（德語：Max Merkel，1918年12月7日—2006年11月28日）是一名已故奥地利足球运动员及教练。在球员生涯中其最大的成就是代表维也纳快速出场146场并攻入7球；随后他又作为一名教练曾先后带领慕尼黑1860、纽伦堡和马德里竞技等队夺得各种不同赛事的冠军。执教生涯结束后，他成为一名活跃的专栏作家并撰写了几本有关足球的书籍。